# Nan Hua
Nan Hua − świątynia buddyjska znajdująca się 50 km od Pretorii i 70 km od Johannesburga w
Cultura Park, dzielnicy miasteczka Bronkhorstpruit w Republice Południowej Afryki.
Nan Hua to nazwa południowoafrykańskiego Humanistic Buddhist order, Fo Guang Shan, którego misją jest propagowanie buddyzmu na całym świecie.